# Aurora (film 1927)
Aurora (Sunrise: A Song of Two Humans) è un film del 1927 diretto da Friedrich Wilhelm Murnau. È il primo film di Murnau girato ad Hollywood ed è considerato tra i suoi capolavori.
Fu premiato alla prima edizione dei Premi Oscar come Oscar alla migliore produzione artistica, una categoria abolita fin dall'edizione successiva, da non confondere con la categoria Miglior film che all'inizio era chiamata Miglior produzione.
Nel 1989 è stato scelto per la conservazione nel National Film Registry della Biblioteca del Congresso degli Stati Uniti. Nel 2007 l'American Film Institute l'ha inserito all'ottantaduesimo posto della classifica dei cento migliori film americani di tutti i tempi (nella classifica originaria del 1998 non era presente). Il British Film Institute (BFI) ha inserito il film al quinto posto nella classifica BFI The Top 50 Greatest Films of All Time.

## Trama
Un contadino vive felice nella sua fattoria con la moglie e il figlio, quando l'arrivo di una donna di città gli cambia la vita. Ella lo irretisce, lo distrugge psicologicamente ed economicamente, e infine lo convince a lasciare la famiglia e seguirla in città. Gli suggerisce, inoltre, come uccidere la moglie: annegarla, durante una gita sul lago, utilizzando però un fascio di giunchi per salvarsi e simulare un incidente.
L'uomo acconsente, ma si arresta prima di compiere il suo gesto e chiede perdono alla moglie. Questa, atterrita e sconvolta, si rifugia su un tram dove sale anche il marito, e i due si recano nella città dove, divertendosi e scoprendosi nuovamente innamorati e complici, si riconciliano completamente. Il marito decide, però, di ritornare in barca, volendo completare con un viaggio romantico, alla luce della luna, la meravigliosa serata.
Un'improvvisa tempesta manda in pezzi l'imbarcazione in cui essi si trovano. Entrambi cadono in acqua, ma prima che questo avvenga il marito cerca di proteggere la moglie con i giunchi che in origine erano destinati a salvare lui stesso. Lei è travolta dalle onde e dispersa; il marito, naufrago, giunto al villaggio, chiede aiuto agli abitanti che partecipano coralmente alla ricerca. Intanto, un vecchio pescatore mette in salvo la moglie, conoscendo la direzione delle correnti. Il marito giunge affranto a casa e riceve l'intempestiva e inopportuna visita dell'amante che lo crede assassino per amore. Egli reagisce violentemente, cercando di strangolarla; lo interrompe la notizia del ritrovamento della moglie, ancora viva. Mentre gli abitanti del villaggio festeggiano la felice conclusione della vicenda, la donna di città si allontana permettendo all'aurora di sorgere felicemente sulla piccola comunità.

## Produzione
Il film venne girato in California, a Big Bear Lake nella contea di San Bernardino, prodotto dalla Fox Film Corporation. Fu girato muto, poi venne sonorizzato con l'aggiunta della colonna sonora e degli effetti sonori con il sistema Western Electric Movietone sound-on-film sound system.
Come assistenti del direttore artistico, vi lavorarono (non accreditati) Alfred Metscher, Edgar G. Ulmer e Gordon Wiles.

## Distribuzione
Distribuito dalla Fox Film Corporation, uscì in prima a New York il 23 settembre 1927, mentre poi venne distribuito in sala il 4 novembre dello stesso anno.
- Stati Uniti: Sunrise: A Song of Two Humans, 23 settembre 1927 (New York), 4 novembre 1927, 4 novembre 1928 (versione sonora)
- Germania: Sonnenaufgang, 17 novembre 1927
- Svezia: Soluppgång, 28 novembre 1927
- Polonia: Wschód slonca, gennaio 1928
- Italia: Aurora, 31 marzo 1928, 11 giugno 2004 (versione restaurata)
- Giappone: 21 settembre 1928
- Finlandia: Auringonnousu,  8 ottobre 1928
- Francia: L'Aurore, 11 ottobre 1928, 24 novembre 2004 (riedizione)
- Portogallo: Aurora, 14 febbraio 1929 (Lisbona), 4 marzo 1929, 10 maggio 1965, 13 ottobre 2005 (Lisbona - riedizione), 20 gennaio 2008 (Leiria - riedizione)
- Hong Kong: 1º aprile 1937
- Paesi Bassi: 30 gennaio 1997
- Regno Unito: 6 febbraio 2004 (riedizione)
- Norvegia: 14 novembre 2004 (Oslo International Film Festival)

## Riconoscimenti
- 1929 - Premio Oscar
  - Migliore produzione artistica alla 20th Century Fox
  - Miglior attrice protagonista a Janet Gaynor
  - Migliore fotografia a Charles Rosher e Karl Struss
  - Candidatura Migliore scenografia a Rochus Gliese
- 1929 - Kinema Junpo Award
  - Miglior film straniero a Friedrich Wilhelm Murnau